# آلی (کومونه)
آلی (به ایتالیایی: Alì) یک کومونه در ایتالیا است که در استان مسینا واقع شده‌است.

## خصوصیات
آلی ۱۶٫۷ کیلومترمربع مساحت و ۹۰۰ نفر جمعیت دارد.